# Jean-Baptiste-Antoine de Malherbe
Pour les articles homonymes, voir Famille de Malherbe (Normandie) et de Malherbe.
Jean-Baptiste-Antoine de Malherbe (né à Caen le 12 janvier 1712, mort à Paris 5 février 1771), ecclésiastique, fut évêque pressenti de Béziers en 1744.

## Biographie
Jean-Baptiste-Antoine né en Normandie est le fils de Jean-Baptiste marquis de Malherbe seigneur de Juvigny-sur-Seulles et de Marie-Françoise-Henriette Le Prévost. 
Dès le 6 juin 1731, il reçoit un canonicat dans la cathédrale Notre-Dame de Paris. Lorsqu'il est ordonné prêtre, il obtient en 1735 en commende l'abbaye de Grestain dans le diocèse de Lisieux. Docteur de la Sorbonne en 1736, il reçoit en 1743 l'abbaye de la Sainte-Trinité de Tiron dans le diocèse de Chartres.
En 1744, il est pressenti pour être désigné comme évêque de Béziers; il décline cette charge comme il l'écrit au chapitre de chanoines de la basilique Saint-Aphrodise de Béziers dès le 23 novembre.
Il renonce aussi en 1750 à celle d'archevêque de Tours mais reçoit encore en 1757 l'abbaye Notre-Dame de Livry dans le diocèse de Paris qu'il aurait résigné en 1769 avant de mourir à Paris le 5 février 1771.

## Héraldique
Ses armoiries portent: d'hermine à trois roses de gueules